# راي سوير
راي سوير (بالإنجليزية: Ray Sawyer)‏ هو فنان إيقاعي ومغني وموسيقي أمريكي، ولد في 1 فبراير 1937، وتوفي في 31 ديسمبر 2018 في دايتونا بيتش في الولايات المتحدة.

## وصلات خارجية
- راي سوير على موقع IMDb (الإنجليزية)
- راي سوير على موقع ميوزك برينز (الإنجليزية)
- راي سوير على موقع ديسكوغز (الإنجليزية)